# Bhoj, Chikodi
Bhoj là một làng thuộc tehsil Chikodi, huyện Belgaum, bang Karnataka, Ấn Độ.